# Rumkugel

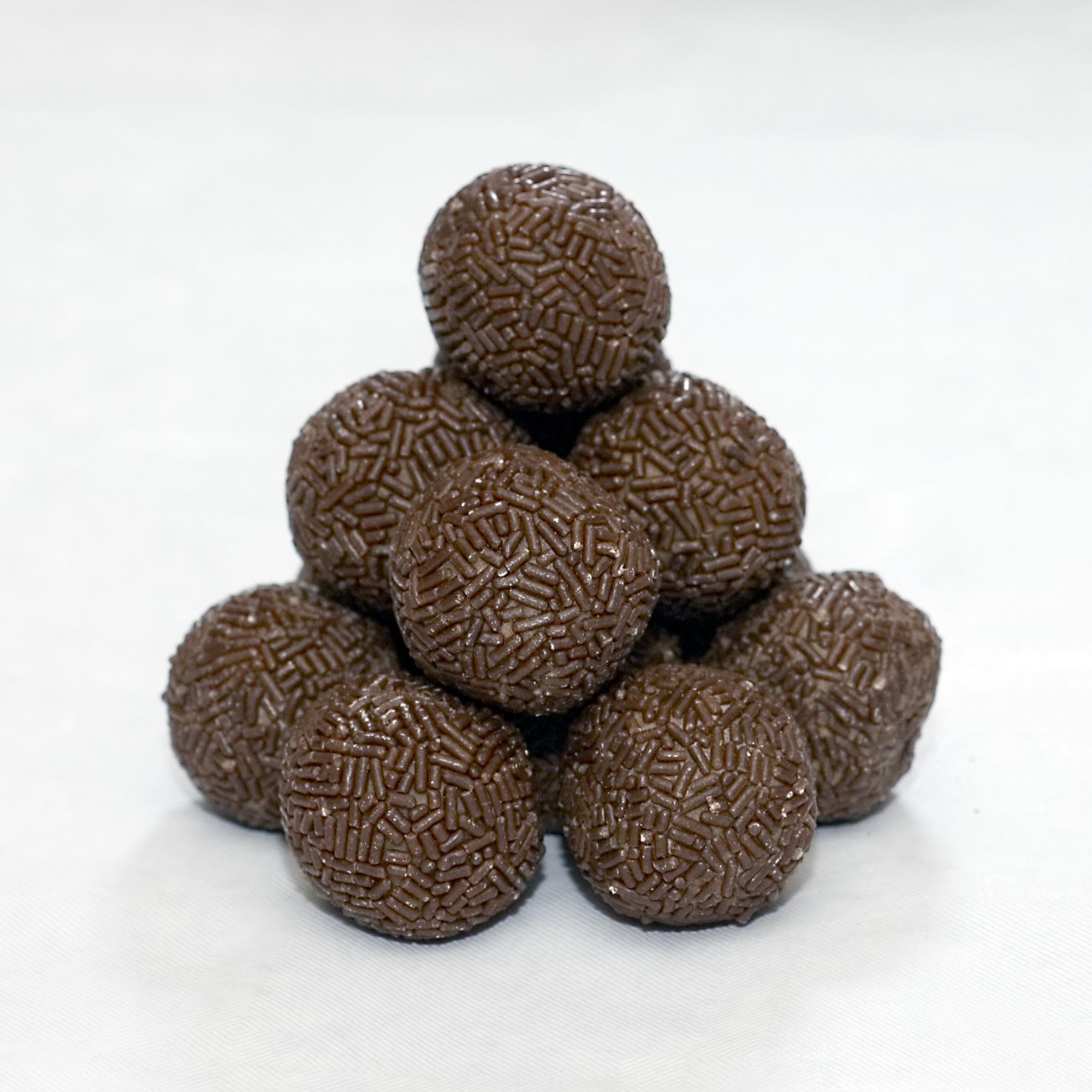
Rumkugeln

Die Rumkugel, in einigen Regionen auch Punschkugel oder Trüffel genannt, ist eine Konditoreispezialität, die dem Konfekt zuzuordnen ist.
Sie besteht in der Hauptsache aus Fett, Zucker, Mandeln oder Nüssen, Kakao und Schokolade. Die Oberfläche ist vollständig durch Schokoladenstreusel bedeckt. Wie der Name sagt, werden Rumkugeln mit Rum hergestellt, oftmals wird aber auch nur Rumaroma verwendet. Die Rumkugel ist meistens etwas größer als eine Marzipankartoffel.
In Norddeutschland findet man beim Konditor auch größere Rumkugeln, die eine eher teigartige Konsistenz haben, z. B. auf Biskuit-Basis. Sie sind aus Gebäck hergestellt, also näher verwandt mit dem Granatsplitter, und weniger fett- und zuckerhaltig.
In Schweden wird anstelle von Rum(aroma) Arrak(aroma) verwendet, die Kugel heißt dort arraksboll.